# Bjällermossens naturreservat
Bjällermossen är ett naturreservat i Svenljunga kommun i Västra Götalands län.
Området har varit skyddat sedan 2011 och är 55 hektar stort. Det är beläget sydöst om tätorten Svenljunga och ingår i myrkomplexet Hästömossen.
Bjällermossen ligger intill kommungränsen mot Tranemo kommun, strax väster om Sjötofta. I naturreservatet ingår en mosaik av kärr, sumpskog och barrblandskog.  Hjortronblom, orre och gamla senvuxna tallar finns i området.   
Ute på mossen finns flera skogsöar där tall dominerar med inslag av gran och björk. Det finns relativt gott om gamla träd samt stående och liggande död ved. Inom området finns signalarterna kattfotslav och stor revmossa.
Naturreservatet förvaltas av Västkuststiftelsen.